# Klen, Radomîșl
Klen (în ucraineană Клен) este un sat în comuna Huta-Potiivka din raionul Radomîșl, regiunea Jîtomîr, Ucraina.

## Demografie
Componența lingvistică a localității Klen
     Ucraineană (100%)
Conform recensământului din 2001, toată populația localității Klen era vorbitoare de ucraineană (100%).